# 17e étape du Tour de France 2025
Pour un article plus général, voir Tour de France 2025.
La 17e étape du Tour de France 2025 se déroule le mercredi 23 juillet 2025 entre Bollène et Valence, sur une distance de 160,4.

## Parcours de l'étape
Cette étape part de Bollène  pour arriver à Valence sur un parcours de  160,4 km. D’un profil globalement plat, cette étape ne présente que deux côtes de 4e catégorie et s’annonce comme l’une des dernières opportunités pour les sprinteurs. Le scénario d’une arrivée massive semble probable, bien que le vent latéral puisse redistribuer les cartes dans le final. Entre Chabeuil et Valence, au cours des dix derniers kilomètres, des bordures pourraient se former si les conditions météo s’y prêtent, incitant à la vigilance les équipes des favoris comme celles des sprinteurs. Les cinq derniers kilomètres de l'étape comptent pas moins de quatre ronds-points à franchir tandis que le dernier kilomètre de l'étape est plutôt sinueux, avec des rétrécissements de la chaussée et surtout un virage en angle droit à 700 m de la ligne qui pourrait conduire à une désorganisation du peloton. Cette étape devrait également peser dans la lutte pour le maillot vert.

## Déroulement de la course
Quatre coureurs forment l’échappée du jour : avec les Français Quentin Pacher (Groupama-FDJ) et Mathieu Burgaudeau (TotalEnergies), le Norvégien Jonas Abrahamsen (Uno-X Mobility) et l’Italien Vincenzo Albanese (EF Education-EasyPost). La chasse du peloton est menée par les coéquipiers Lidl-Trek du maillot vert Jonathan Milan. Au km 20, les fuyards ont 1 mn 30 d'avance sur le peloton. C'est Jonas Abrahamsen qui remporte le sprint intermédiaire au km 47,9. Au Col du Perthuis km 66,3 (3,7 km à 6,6%), c'est à nouveau Jonas Abrahamsen qui passe en tête au sommet. Jonathan Milan ainsi que notamment Tim Merlier (Soudal Quick-Step) sont distancés à la suite d'une cassure, toutefois ils réintègreront le peloton au km 85. L'équipe Intermarché-Wanty en a profité pour accélèrer et tenter de distancer le rival de son sprinteur Biniam Girmay. Au début de la deuxième difficulté de la journée, la Côte de Tartaiguille (3,6 km à 3,5%), les quatre hommes de tête ont un avantage de 1 mn 10 s sur le peloton. La pluie rend la course difficile. Après une tentative de contre-attaque de Wout van Aert (Visma-Lease a Bike), le peloton se reforme. L'échappée résiste jusque dans les derniers kilomètres de l'étape avant d'être rattrapée à 4,5 km de l'arrivée, par un peloton lancé à vive allure. Une chute se produit sous la flamme rouge et empêche notamment Tim Merlier et Biniam Girmay de prendre part au sprint final. Dans ces conditions, c’est l’Italien Jonathan Milan qui s'impose devant le Belge Jordi Meeus et remporte sa deuxième victoire dans ce Tour.

## Résultats
Cette section présente les résultats et prix obtenus au cours de l'étape.

### Classement de l'étape
| Classement de la 17e étape | Classement de la 17e étape | Classement de la 17e étape | Classement de la 17e étape | Classement de la 17e étape |
|                            | Coureur                    | Pays                       | Équipe                     | Temps                      |
| -------------------------- | -------------------------- | -------------------------- | -------------------------- | -------------------------- |
| 1er                        | Jonathan Milan             | Italie                     | Lidl-Trek                  | en 3 h 25 min 30 s         |
| 2e                         | Jordi Meeus                | Belgique                   | Red Bull-Bora-Hansgrohe    | + 0 s                      |
| 3e                         | Tobias Lund Andresen       | Danemark                   | Picnic-PostNL              | + 0 s                      |
| 4e                         | Arnaud De Lie              | Belgique                   | Lotto                      | + 0 s                      |
| 5e                         | Davide Ballerini           | Italie                     | XDS Astana                 | + 0 s                      |
| 6e                         | Alberto Dainese            | Italie                     | Tudor                      | + 0 s                      |
| 7e                         | Paul Penhoët               | France                     | Groupama-FDJ               | + 0 s                      |
| 8e                         | Yevgeniy Fedorov           | Kazakhstan                 | XDS Astana                 | + 0 s                      |
| 9e                         | Clément Russo              | France                     | Groupama-FDJ               | + 0 s                      |
| 10e                        | Jasper Stuyven             | Belgique                   | Lidl-Trek                  | + 0 s                      |
| modifier                   |                            |                            |                            |                            |

### Bonifications en temps
|   | Coureur              | Pays     | Équipe                  | Bonifications |
| - | -------------------- | -------- | ----------------------- | ------------- |
| 1 | Jonathan Milan       | Italie   | Lidl-Trek               | 10 s          |
| 2 | Jordi Meeus          | Belgique | Red Bull-Bora-Hansgrohe | 6 s           |
| 3 | Tobias Lund Andresen | Danemark | Picnic-PostNL           | 4 s           |

### Points attribués
| Sprint intermédiaire Roche-Saint-Secret-Béconne (km 47,9) | Sprint intermédiaire Roche-Saint-Secret-Béconne (km 47,9) | Sprint intermédiaire Roche-Saint-Secret-Béconne (km 47,9) | Sprint intermédiaire Roche-Saint-Secret-Béconne (km 47,9) | Sprint intermédiaire Roche-Saint-Secret-Béconne (km 47,9) |
| --------------------------------------------------------- | --------------------------------------------------------- | --------------------------------------------------------- | --------------------------------------------------------- | --------------------------------------------------------- |
|                                                           | Coureur                                                   | Pays                                                      | Équipe                                                    | Point(s)                                                  |
| 1er                                                       | Jonas Abrahamsen                                          | Norvège                                                   | Uno-X Mobility                                            | 20                                                        |
| 2e                                                        | Mathieu Burgaudeau                                        | France                                                    | TotalEnergies                                             | 17                                                        |
| 3e                                                        | Vincenzo Albanese                                         | Italie                                                    | EF Education-EasyPost                                     | 15                                                        |
| 4e                                                        | Quentin Pacher                                            | France                                                    | Groupama-FDJ                                              | 13                                                        |
| 5e                                                        | Jonathan Milan                                            | Italie                                                    | Lidl-Trek                                                 | 11                                                        |
| 6e                                                        | Biniam Girmay                                             | Érythrée                                                  | Intermarché-Wanty                                         | 10                                                        |
| 7e                                                        | Anthony Turgis                                            | France                                                    | TotalEnergies                                             | 9                                                         |
| 8e                                                        | Simone Consonni                                           | Italie                                                    | Lidl-Trek                                                 | 8                                                         |
| 9e                                                        | Quinn Simmons                                             | États-Unis                                                | Lidl-Trek                                                 | 7                                                         |
| 10e                                                       | Tim Merlier                                               | Belgique                                                  | Soudal Quick-Step                                         | 6                                                         |
| 11e                                                       | Toms Skujiņš                                              | Lettonie                                                  | Lidl-Trek                                                 | 5                                                         |
| 12e                                                       | Edward Theuns                                             | Belgique                                                  | Lidl-Trek                                                 | 4                                                         |
| 13e                                                       | Kasper Asgreen                                            | Danemark                                                  | EF Education-EasyPost                                     | 3                                                         |
| 14e                                                       | Mauro Schmid                                              | Suisse                                                    | Jayco AlUla                                               | 2                                                         |
| 15e                                                       | Jasper Stuyven                                            | Belgique                                                  | Lidl-Trek                                                 | 1                                                         |
| modifier                                                  |                                                           |                                                           |                                                           |                                                           |

| Arrivée d'étape Valence (km 160,4) | Arrivée d'étape Valence (km 160,4) | Arrivée d'étape Valence (km 160,4) | Arrivée d'étape Valence (km 160,4) | Arrivée d'étape Valence (km 160,4) |
| ---------------------------------- | ---------------------------------- | ---------------------------------- | ---------------------------------- | ---------------------------------- |
|                                    | Coureur                            | Pays                               | Équipe                             | Point(s)                           |
| 1er                                | Jonathan Milan                     | Italie                             | Lidl-Trek                          | 50                                 |
| 2e                                 | Jordi Meeus                        | Belgique                           | Red Bull-Bora-Hansgrohe            | 30                                 |
| 3e                                 | Tobias Lund Andresen               | Danemark                           | Picnic-PostNL                      | 20                                 |
| 4e                                 | Arnaud De Lie                      | Belgique                           | Lotto                              | 18                                 |
| 5e                                 | Davide Ballerini                   | Italie                             | XDS Astana                         | 16                                 |
| 6e                                 | Alberto Dainese                    | Italie                             | Tudor                              | 14                                 |
| 7e                                 | Paul Penhoët                       | France                             | Groupama-FDJ                       | 12                                 |
| 8e                                 | Yevgeniy Fedorov                   | Kazakhstan                         | XDS Astana                         | 10                                 |
| 9e                                 | Clément Russo                      | France                             | Groupama-FDJ                       | 8                                  |
| 10e                                | Jasper Stuyven                     | Belgique                           | Lidl-Trek                          | 7                                  |
| 11e                                | Brent Van Moer                     | Belgique                           | Lotto                              | 6                                  |
| 12e                                | Phil Bauhaus                       | Allemagne                          | Bahrain Victorious                 | 5                                  |
| 13e                                | Jarrad Drizners                    | Australie                          | Lotto                              | 4                                  |
| 14e                                | Dylan Groenewegen                  | Pays-Bas                           | Jayco AlUla                        | 3                                  |
| 15e                                | Mike Teunissen                     | Pays-Bas                           | XDS Astana                         | 2                                  |
| modifier                           |                                    |                                    |                                    |                                    |

### Cols et côtes
| Col du Pertuis (km 66,3) 4e catégorie (3,7 km à 6,6 %) | Col du Pertuis (km 66,3) 4e catégorie (3,7 km à 6,6 %) | Col du Pertuis (km 66,3) 4e catégorie (3,7 km à 6,6 %) | Col du Pertuis (km 66,3) 4e catégorie (3,7 km à 6,6 %) | Col du Pertuis (km 66,3) 4e catégorie (3,7 km à 6,6 %) |
| ------------------------------------------------------ | ------------------------------------------------------ | ------------------------------------------------------ | ------------------------------------------------------ | ------------------------------------------------------ |
|                                                        | Coureur                                                | Pays                                                   | Équipe                                                 | Point(s)                                               |
| 1er                                                    | Jonas Abrahamsen                                       | Norvège                                                | Uno-X Mobility                                         | 1                                                      |
| modifier                                               |                                                        |                                                        |                                                        |                                                        |

| Col de Tartaiguille (km 117,0) 4e catégorie (3,6 km à 3,5 %) | Col de Tartaiguille (km 117,0) 4e catégorie (3,6 km à 3,5 %) | Col de Tartaiguille (km 117,0) 4e catégorie (3,6 km à 3,5 %) | Col de Tartaiguille (km 117,0) 4e catégorie (3,6 km à 3,5 %) | Col de Tartaiguille (km 117,0) 4e catégorie (3,6 km à 3,5 %) |
| ------------------------------------------------------------ | ------------------------------------------------------------ | ------------------------------------------------------------ | ------------------------------------------------------------ | ------------------------------------------------------------ |
|                                                              | Coureur                                                      | Pays                                                         | Équipe                                                       | Point(s)                                                     |
| 1er                                                          | Vincenzo Albanese                                            | Italie                                                       | EF Education-EasyPost                                        | 1                                                            |
| modifier                                                     |                                                              |                                                              |                                                              |                                                              |

### Prix de la combativité
- Quentin Pacher (Groupama-FDJ)

## Classements à l'issue de l'étape
Cette section présente le classement général et les différents classements annexes à l'issue de l'étape.

### Classement général
| Classement général | Classement général | Classement général | Classement général         | Classement général  |
|                    | Coureur            | Pays               | Équipe                     | Temps               |
| ------------------ | ------------------ | ------------------ | -------------------------- | ------------------- |
| 1er                | Tadej Pogačar      | Slovénie           | UAE Emirates XRG           | en 61 h 50 min 16 s |
| 2e                 | Jonas Vingegaard   | Danemark           | Visma-Lease a Bike         | + 4 min 15 s        |
| 3e                 | Florian Lipowitz   | Allemagne          | Red Bull-Bora-Hansgrohe    | + 9 min 3 s         |
| 4e                 | Oscar Onley        | Royaume-Uni        | Picnic-PostNL              | + 11 min 4 s        |
| 5e                 | Primož Roglič      | Slovénie           | Red Bull-Bora-Hansgrohe    | + 11 min 42 s       |
| 6e                 | Kévin Vauquelin    | France             | Arkéa-B&B Hotels           | + 13 min 20 s       |
| 7e                 | Felix Gall         | Autriche           | Decathlon-AG2R La Mondiale | + 14 min 50 s       |
| 8e                 | Tobias Johannessen | Norvège            | Uno-X Mobility             | + 17 min 1 s        |
| 9e                 | Ben Healy          | Irlande            | EF Education-EasyPost      | + 17 min 52 s       |
| 10e                | Carlos Rodríguez   | Espagne            | Ineos Grenadiers           | + 20 min 45 s       |
| modifier           |                    |                    |                            |                     |

| Classement par points | Classement par points | Classement par points | Classement par points | Classement par points |
| --------------------- | --------------------- | --------------------- | --------------------- | --------------------- |
|                       | Coureur               | Pays                  | Équipe                | Point(s)              |
| 1er                   | Jonathan Milan        | Italie                | Lidl-Trek             | 312 points            |
| 2e                    | Tadej Pogačar         | Slovénie              | UAE Emirates XRG      | 240 pts               |
| 3e                    | Biniam Girmay         | Érythrée              | Intermarché-Wanty     | 179 pts               |
| 4e                    | Tim Merlier           | Belgique              | Soudal Quick-Step     | 156 pts               |
| 5e                    | Jonas Vingegaard      | Danemark              | Visma-Lease a Bike    | 150 pts               |
| 6e                    | Anthony Turgis        | France                | TotalEnergies         | 139 pts               |
| 7e                    | Jonas Abrahamsen      | Norvège               | Uno-X Mobility        | 130 pts               |
| 8e                    | Arnaud De Lie         | Belgique              | Lotto                 | 110 pts               |
| 9e                    | Quinn Simmons         | États-Unis            | Lidl-Trek             | 100 pts               |
| 10e                   | Oscar Onley           | Royaume-Uni           | Picnic-PostNL         | 91 pts                |
| modifier              |                       |                       |                       |                       |

| Classement du meilleur grimpeur | Classement du meilleur grimpeur | Classement du meilleur grimpeur | Classement du meilleur grimpeur | Classement du meilleur grimpeur |
| ------------------------------- | ------------------------------- | ------------------------------- | ------------------------------- | ------------------------------- |
|                                 | Coureur                         | Pays                            | Équipe                          | Point(s)                        |
| 1er                             | Tadej Pogačar                   | Slovénie                        | UAE Emirates XRG                | 60 points                       |
| 2e                              | Lenny Martinez                  | France                          | Bahrain Victorious              | 60 pts                          |
| 3e                              | Thymen Arensman                 | Pays-Bas                        | Ineos Grenadiers                | 48 pts                          |
| 4e                              | Jonas Vingegaard                | Danemark                        | Visma-Lease a Bike              | 45 pts                          |
| 5e                              | Michael Woods                   | Canada                          | Israel-Premier Tech             | 38 pts                          |
| 6e                              | Valentin Paret-Peintre          | France                          | Soudal Quick-Step               | 36 pts                          |
| 7e                              | Ben Healy                       | Irlande                         | EF Education-EasyPost           | 35 pts                          |
| 8e                              | Florian Lipowitz                | Allemagne                       | Red Bull-Bora-Hansgrohe         | 24 pts                          |
| 9e                              | Michael Storer                  | Australie                       | Tudor                           | 19 pts                          |
| 10e                             | Bruno Armirail                  | France                          | Decathlon-AG2R La Mondiale      | 15 pts                          |
| modifier                        |                                 |                                 |                                 |                                 |

| Classement général du meilleur jeune | Classement général du meilleur jeune | Classement général du meilleur jeune | Classement général du meilleur jeune | Classement général du meilleur jeune |
|                                      | Coureur                              | Pays                                 | Équipe                               | Temps                                |
| ------------------------------------ | ------------------------------------ | ------------------------------------ | ------------------------------------ | ------------------------------------ |
| 1er                                  | Florian Lipowitz                     | Allemagne                            | Red Bull-Bora-Hansgrohe              | en 61 h 59 min 19 s                  |
| 2e                                   | Oscar Onley                          | Royaume-Uni                          | Picnic-PostNL                        | + 2 min 1 s                          |
| 3e                                   | Kévin Vauquelin                      | France                               | Arkéa-B&B Hotels                     | + 4 min 17 s                         |
| 4e                                   | Ben Healy                            | Irlande                              | EF Education-EasyPost                | + 8 min 49 s                         |
| 5e                                   | Carlos Rodríguez                     | Espagne                              | Ineos Grenadiers                     | + 11 min 42 s                        |
| 6e                                   | Ilan Van Wilder                      | Belgique                             | Soudal Quick-Step                    | + 1 h 16 min 24 s                    |
| 7e                                   | Romain Grégoire                      | France                               | Groupama-FDJ                         | + 1 h 22 min 28 s                    |
| 8e                                   | Raúl García Pierna                   | Espagne                              | Arkéa-B&B Hotels                     | + 1 h 22 min 52 s                    |
| 9e                                   | Joseph Blackmore                     | Royaume-Uni                          | Israel-Premier Tech                  | + 1 h 46 min 8 s                     |
| 10e                                  | Alex Baudin                          | France                               | EF Education-EasyPost                | + 1 h 52 min 34 s                    |
| modifier                             |                                      |                                      |                                      |                                      |

| Classement par équipes | Classement par équipes     | Classement par équipes | Classement par équipes |
|                        | Équipe                     | Pays                   | Temps                  |
| ---------------------- | -------------------------- | ---------------------- | ---------------------- |
| 1re                    | Visma-Lease a Bike         | Pays-Bas               | en 186 h 11 min 57 s   |
| 2e                     | UAE Emirates XRG           | Émirats arabes unis    | + 15 min 8 s           |
| 3e                     | Red Bull-Bora-Hansgrohe    | Allemagne              | + 49 min 34 s          |
| 4e                     | Arkéa-B&B Hotels           | France                 | + 56 min 28 s          |
| 5e                     | Decathlon-AG2R La Mondiale | France                 | + 1 h 16 min 36 s      |
| 6e                     | Ineos Grenadiers           | Royaume-Uni            | + 1 h 45 min 58 s      |
| 7e                     | XDS Astana                 | Kazakhstan             | + 1 h 57 min 41 s      |
| 8e                     | Movistar                   | Espagne                | + 1 h 57 min 55 s      |
| 9e                     | Groupama-FDJ               | France                 | + 1 h 58 min 33 s      |
| 10e                    | Picnic-PostNL              | Pays-Bas               | + 2 h 27 min 5 s       |
| modifier               |                            |                        |                        |

## Abandon(s)
Un coureur a abandonné au cours de l'étape : 
- Danny van Poppel (Red Bull-Bora-Hansgrohe) : non partant, après la naissance de sa fille.